# Datenjournalismus
Datenjournalismus (englisch data driven journalism, DDJ, wörtlich übersetzt datengetriebener Journalismus) ist eine Form des Online-Journalismus, die sich ab 2005 aus der älteren computergestützten Recherche (englisch computer-assisted reporting, CAR) entwickelte. Gemäß der Open-Data-Idee bedeutet Datenjournalismus nicht nur die Recherche in Datenbanken, sondern die Sammlung, Aufbereitung, Analyse und Publikation öffentlich zugänglicher Informationen sowie ihre Verarbeitung in klassischen journalistischen Darstellungsformen.
Dabei stützt sich der Datenjournalismus sowohl auf die Informationsfreiheitsgesetze in vielen demokratischen Staaten, die Verwaltungen nach dem Öffentlichkeitsprinzip zur Herausgabe ihrer Informationsbestände verpflichten, als auch auf das organisierte Whistleblowing großer Datenmengen, das mit Internetplattformen wie WikiLeaks an Bedeutung gewann. Bei nicht in maschinenlesbarer Form vorliegenden Datenmassen gewinnt das Element des Crowdsourcing an Bedeutung für den Datenjournalismus.

## Geschichte
Als Vorläufer der Idee des Datenjournalismus werden Adrian Holovatys Vorschläge zur Umgestaltung des klassischen Journalismus für das Medium Internet betrachtet. Dazu dürften nicht nur klassische Zeitungsgeschichten auf neuen Geräten angezeigt werden, auch die Information selbst müsse sich ändern. Die Zielsetzung bei dieser anderen Art von Journalismus müsse es sein, “important, focused information that is useful to people’s lives and helps them understand the world” (deutsch: „wichtige, konzentrierte Information, die für das Leben der Menschen nützlich ist und ihnen hilft, die Welt zu verstehen“) zu liefern.
Den Begriff Data Journalism für die Kombination aus Recherche-Ansatz und neuer Veröffentlichungsform prägte die englische Tageszeitung The Guardian im März 2009 und nahm damit eine Vorreiterrolle in diesem Bereich ein.  Im Data Store der Zeitung werden maschinenlesbare Informationen per Software miteinander verknüpft und analysiert. Das Ergebnis dient als Basis für interaktive Visualisierungen. Diese Visualisierungen werden mit dem Datensatz und Erläuterungen zum Kontext publiziert sowie mit Text, Audio oder Video kommentiert. In Deutschland machte M – Menschen Machen Medien, eine Fachzeitschrift der Gewerkschaft ver.di, im März 2010 durch ein Titelthema zu DDJ den Begriff Datenjournalismus bekannt.
Als Durchbruch des Datenjournalismus gelten die Veröffentlichung des Kriegstagebuchs des Afghanistan-Krieges und des Kriegstagebuchs des Irak-Krieges durch WikiLeaks sowie deren Aufbereitung durch The Guardian und The New York Times. Ein weiterer Meilenstein war 2016 die Veröffentlichung der Panama Papers, koordiniert durch das Internationale Netzwerk investigativer Journalisten (ICIJ). Internationale Zusammenarbeit über verschiedene Redaktionen hinweg wird im Datenjournalismus als besonders wichtig erachtet.
Den Datenjournalismus im Sinne von „Zugänglichmachen von gewaltigen Datenmengen durch Navigationshilfen und Visualisierung“ verstehen seine Befürworter als Gegensatz zur auf Personalisierung zielenden klassischen Berichterstattung. Da er dieser die Elemente der Nützlichkeit, des vorhandenen Publikumsbedürfnisses, der Relevanz und der Spannung voraus habe, sei er „die Zukunft des Politikjournalismus“.
Auch beim Überfall Russlands auf die Ukraine spielt 2022 die Macht der Karten eine Rolle.